# Rachel Kohn

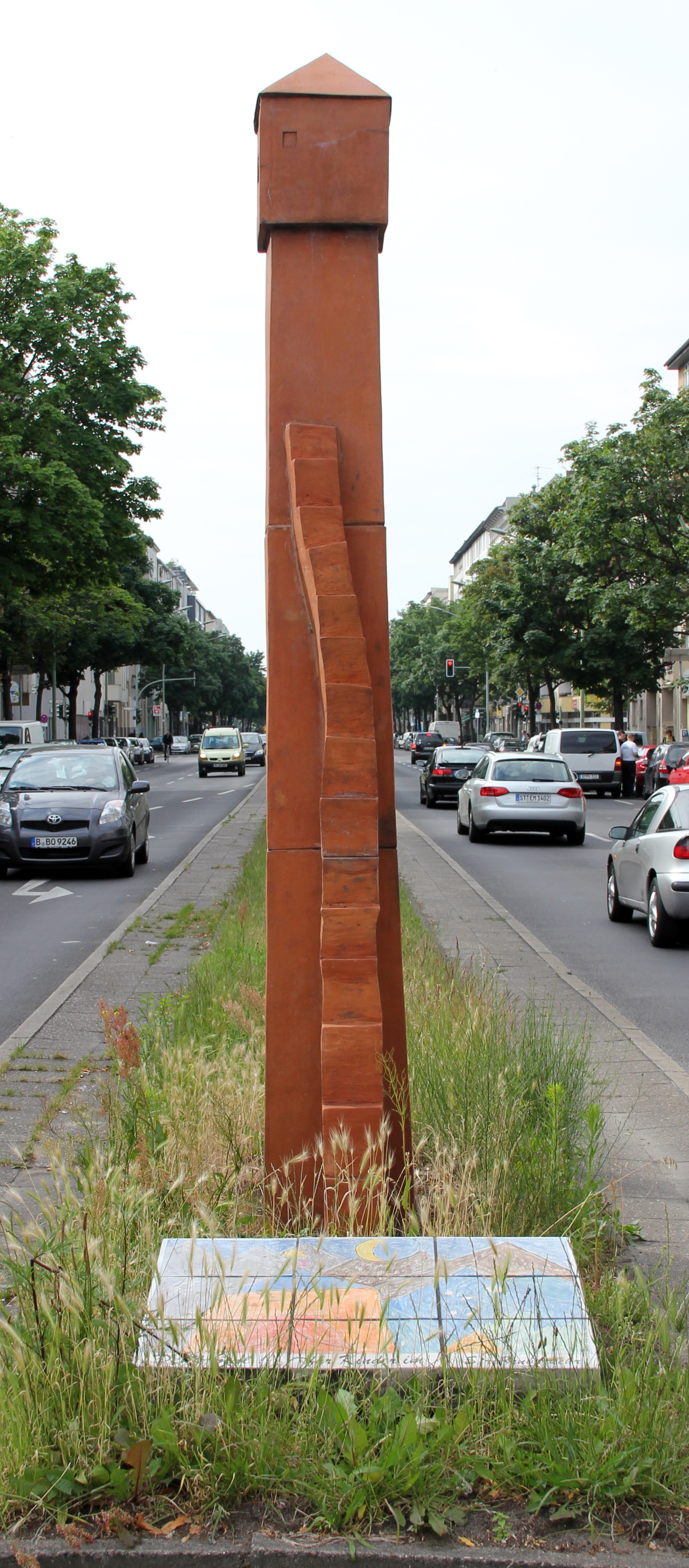
Stele für Dersu Scheffler, von Rachel Kohn, 2007, Bismarckstraße/Kaiser-Friedrich-Straße, Berlin-Charlottenburg

Rachel Kohn (* 1962 in Prag, Tschechoslowakei) ist eine tschechisch-deutsche Bildhauerin. Sie ist seit 2007 Vorsitzende des Vereins Frauenmuseum Berlin e. V. und Mitinitiatorin der Aktionsgruppe fair share! Sichtbarkeit für Künstlerinnen.

## Leben und Werk
Rachel Kohn ist die Tochter der Malerin Rut Kohn und des Journalisten Pavel Kohn. Ihre Familie emigrierte 1967 nach München. Von 1981 bis 1987 studierte Rachel Kohn an der Akademie der Bildenden Künste München, war Meisterschülerin und erwarb ein Diplom. 1986 nahm sie an einem Studienaustausch mit der Bezalel Academy of Arts and Design teil.
In Bolivien baute sie 1986/1987 mit sieben anderen Studenten eine Keramikwerkstatt für eine Kindertagesstätte in La Paz auf. 1989 unternahm sie eine Studienreise nach Mexiko. 1993 zog sie mit ihrem Mann nach Berlin.
Seit 2007 ist sie im Vorstand und Leiterin des Frauenmuseums Berlin e. V., sowie Organisatorin und Kuratorin zahlreicher Ausstellungen. 2009 errichtete sie im niedersächsischen Otterndorf ein Denkmal für ermordete Kinder von Zwangsarbeitern und 2016 eine 12 Meter hohe Installation im jüdischen Gemeindehaus in Nürnberg. Viele ihrer Judaica wurden deutschen Politikern von jüdischen Organisationen geschenkt. 2020 war sie zusammen mit Ines Doleschal Mitbegründerin der Aktivistengruppe fair share! für Künstlerinnen.
Kohns populärste Skulptur in Berlin steht in Berlin-Charlottenburg an der Kreuzung Bismarck/Ecke Kaiser-Friedrich-Straße. Es ist das Denkmal für den Rad fahrenden Jungen Dersu Scheffel, der von einem rechtsabbiegenden LKW überfahren wurde. Diese Keramikstele mit einer Bildplatte auf dem Boden soll an schwächere Verkehrsteilnehmer erinnern.

## Förderungen und Wettbewerbe
- 2001, 2003: Werkvertrag der Künstlerförderung Berlin
- 2005, 2012: Projektförderung der Stiftung Zurückgeben
- 2016: 1. Preis und Realisierung bei dem Wettbewerb Gestaltung des Gemeindesaales der jüdischen Gemeinde Nürnberg
- 2021: Fellowship LABA Berlin

## Ausstellungen (Auswahl)
- 1994: Galerie Asterisk, Berlin
- 2000: Helenas Welt, Schwartzsche Villa, Kunstamt Steglitz
- 2007: NordArt, Schleswig-Holstein
- 2012: Mezuza, European Association for Jewish Culture, Paris
- 2014: Monumental im Kleinen, Galerie Netuschil, Darmstadt
- 2015: Zwischenzeitlich, Pavillon des Gerhard-Marcks-Hauses, Bremen
- 2016: daheim, Galerie Ahlers, Göttingen
- 2021: mit Rut Kohn: Aus den Wolken tropft die Zeit,[6] Keramikmuseum Obernzell